# 몽생미셸섬
몽생미셸(프랑스어: Mont-Saint-Michel), 발음: [mɔ̃ sɛ̃ mi.ʃɛl], "성 미셸의 산")은 북부 프랑스 노르망디 해안에 위치한 코뮌인 섬이다. 프랑스 북서부 해안에서 약 1km 떨어져 위치한다. 약 100헥타르의 크기에, 44명(2009년)이 거주한다.
이 섬은 고대(古代)로부터 전략적 중요성을 가지는 요새들을 가지고 있으며, 8세기 이후로 이 섬의 이름을 딴 수도원이 있다. 이 곳의 구조적 배치는 이것을 건설한 봉건사회를 잘 보여준다. 가장 꼭대기에 신이 있고, 그 아래 수도원, 그리고 큰 홀이 배치되고, 그 아래 상점과 주택이 배치되었다. 그리고 성벽 바깥 가장 아랫부분에는 농부와 어부들의 거처가 있다.
해안에서 600m밖에 떨어지지 않은 독특한 위치는, 간조기(干潮期)에 육지에서 많은 순례자들이 수도원에 쉽게 접근할 수 있게 만들었다. 그리고 한편으로는 만조기(滿潮期)에는 이 곳에 침투하는 적들이 좌초하거나 물에 빠지게 되기 때문에, 쉽게 방어가 가능한 위치이다. 이런 천연적 지세에 의해, 이 섬은 백년전쟁의 대부분 기간 동안 불파(不破)의 요새로 남아 있었다. 적은 수의 경비대가 1433년, 잉글랜드군의 총공격에 대해 성공적으로 방어할 수 있었다. 이런 양면적인 이점은 루이 11세가 이 곳을 국립 감옥으로 만들 때까지 사라지지 않았다.
프랑스의 가장 유명한 랜드마크 중 하나인 몽생미셸은 유네스코가 선정한 세계문화유산이다. 또한 매년 3백만 이상이 방문한다.

## 지형

### 형성
만조시에만 섬(tidal island)인 이 몽생미셸은 이제 바위로 이루어져 있으나, 선사시대에 이 곳은 건조한 땅 위에 있었다. 해수면이 상승하면서 침식이 해안의 경치를 새로 만들었고, 화강암과 백립암(白粒岩, granulite)의 몇몇 노두(露頭)가 만(灣)에 드러나게 되어 오늘날과 같은 바위섬이 되었다. 이 섬의 둘레는 960m이며, 가장 높은 지점의 높이는 해발(海拔) 92m이다.

### 조수
조수간만의 차가 매우 큰 곳으로, 최대 14m에 이른다. 둑길이 아니라 주변 해안의 위험이 많은 모래밭을 건너 방문하려는 사람들에게는 아직도 위험을 줄 수 있다. 가끔 발생하는 홍수와 간척사업은 해수 소택지(海水沼澤地, salt marsh) 초원을 형성하여, 양이 풀을 뜯는 데 이상적인 곳으로 발견되었다. 이러한 양의 고기는 주변 식당에서 제공된다.

### 만조시에만 섬

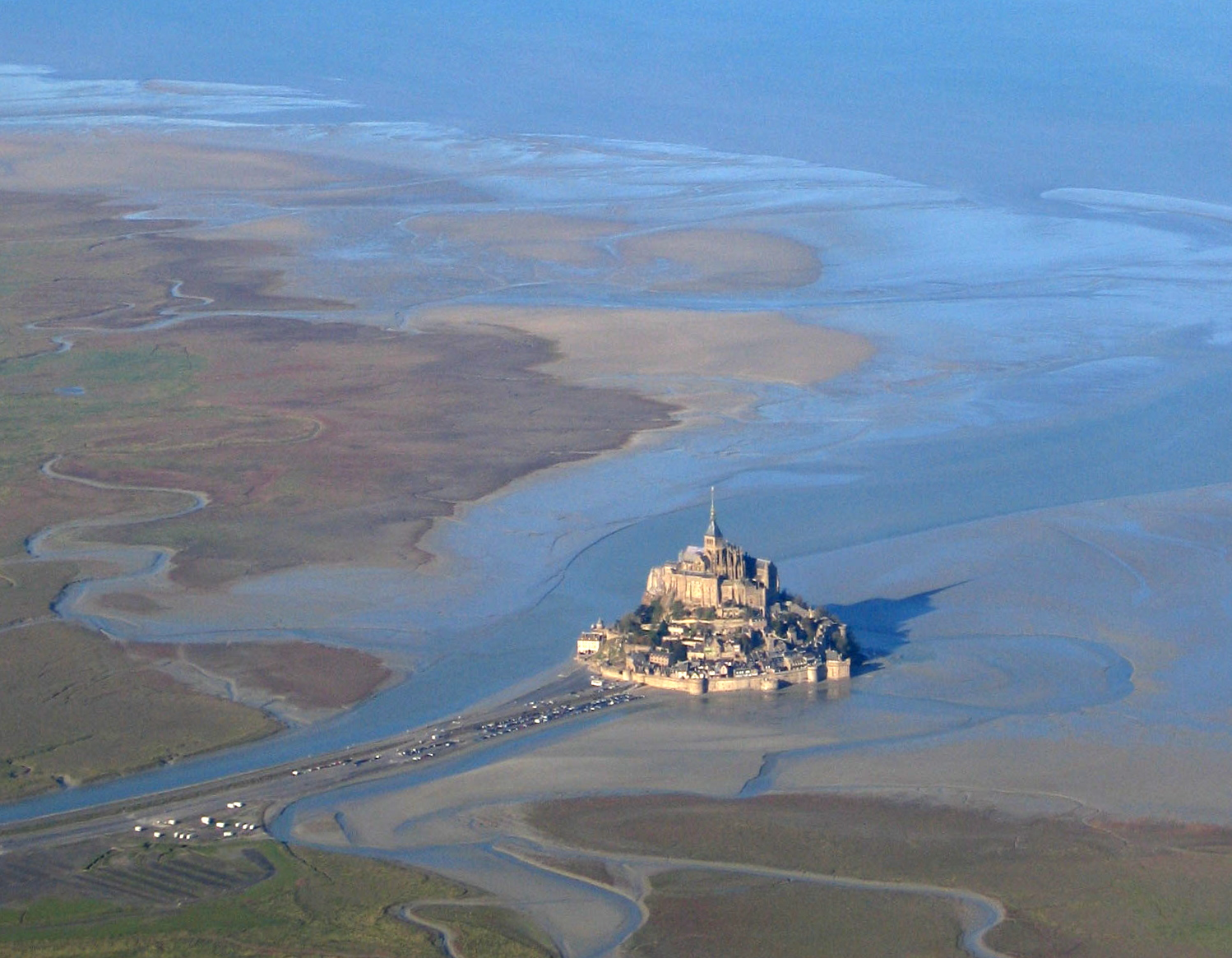
간조(干潮) 때 (2005년)

몽생미셸은 이전에는 간조 때 드러나고 만조 때 바다에 잠기는 길을 통해 본토와 연결되었었다. 이 길은 수세기에 걸쳐 개조되어 왔다. 해안의 습지는 목초지를 만들기 위해 간척되었기 때문에, 해안과 몽생미셸 섬 사이의 거리는 날로 줄어갔다. 1879년에는 상시적으로 통행할 수 있는 길로 바뀌었는데, 이것은 섬 주위의 침니(沈泥, silt)가 조수(潮水)에 씻겨나가는 것을 막았다.
2006년 6월 16일 프랑스 총리와 지방 당국은 1억 6400만 유로의 사업인 몽생미셸 프로젝트(Projet Mont-Saint-Michel)를 발표, 수압식 댐의 건설 계획을 밝혔다. 몽생미셸을 다시 섬으로 만들 이 계획은 2015년 완성되었다. 그 계획은 주차장과 둑길을 없애는 것도 포함되어 있다. 새로운 주차장은 2km 떨어진 본토에 만들어질 예정이다.

## 역사

### 형성 과정

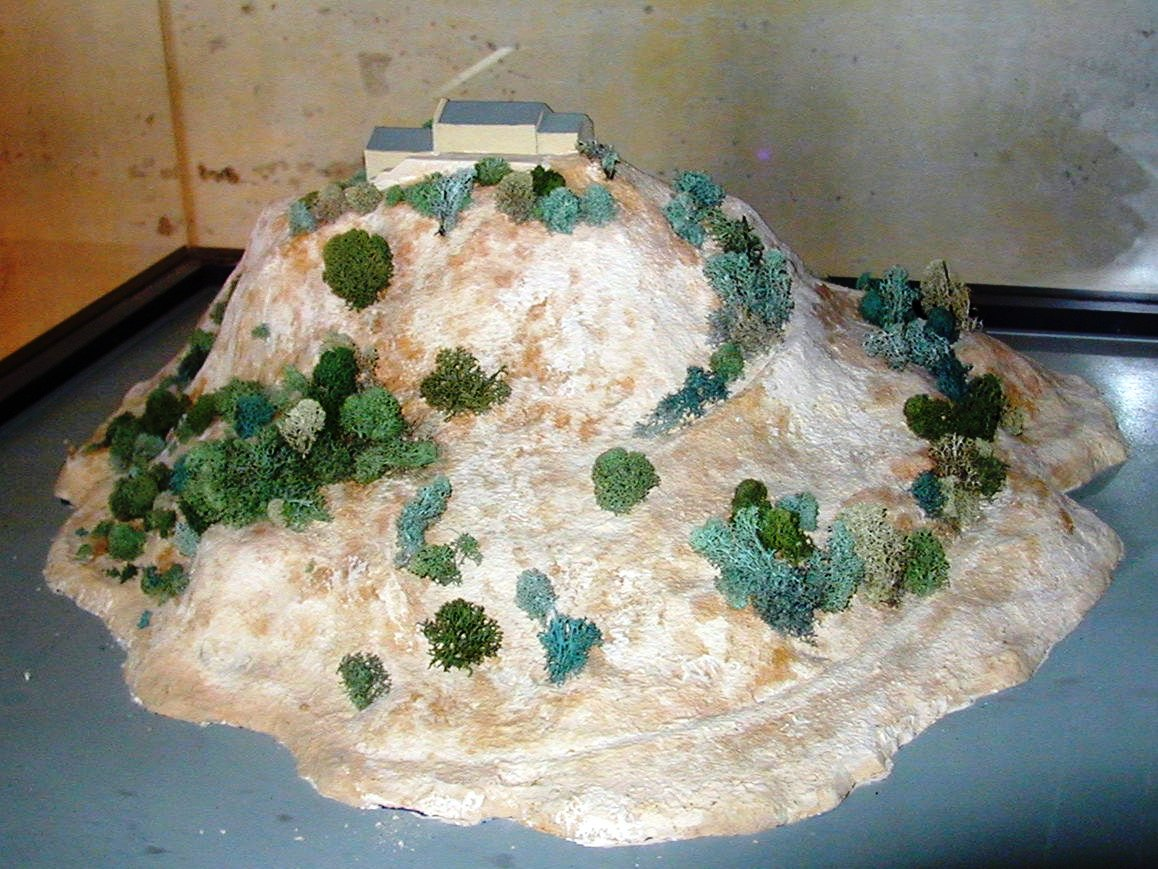
10세기
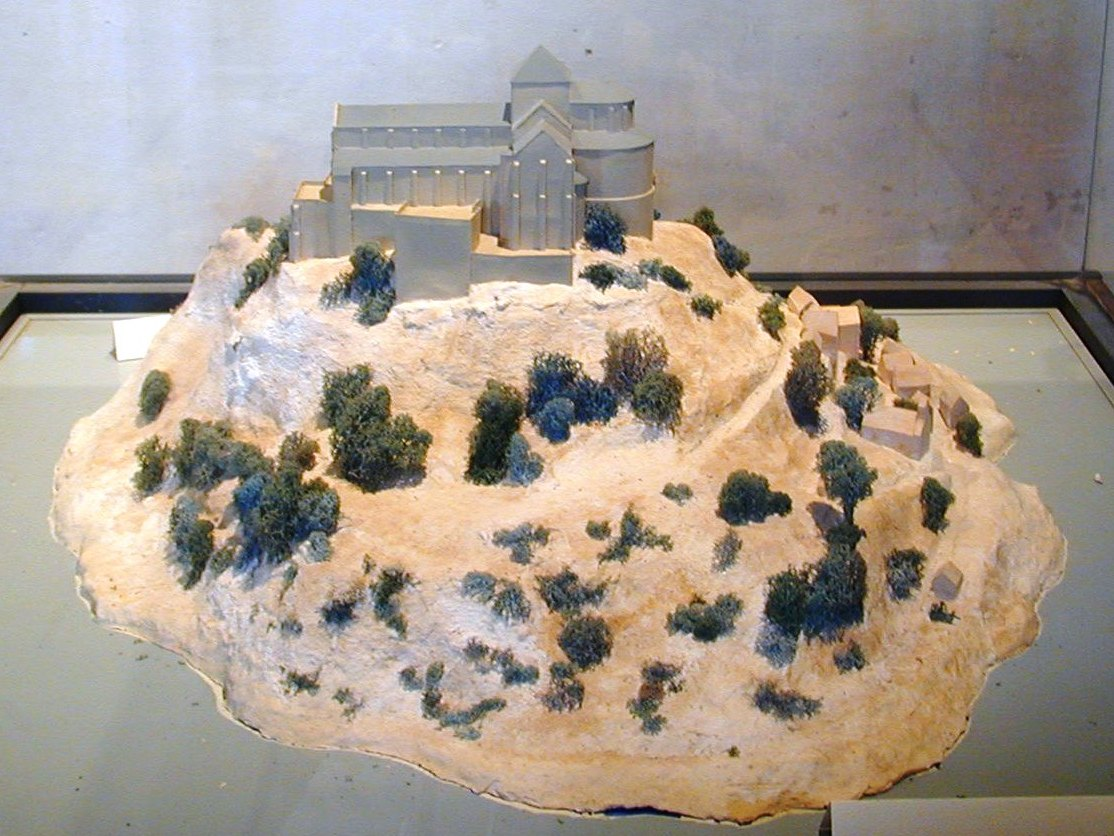
11~12세기
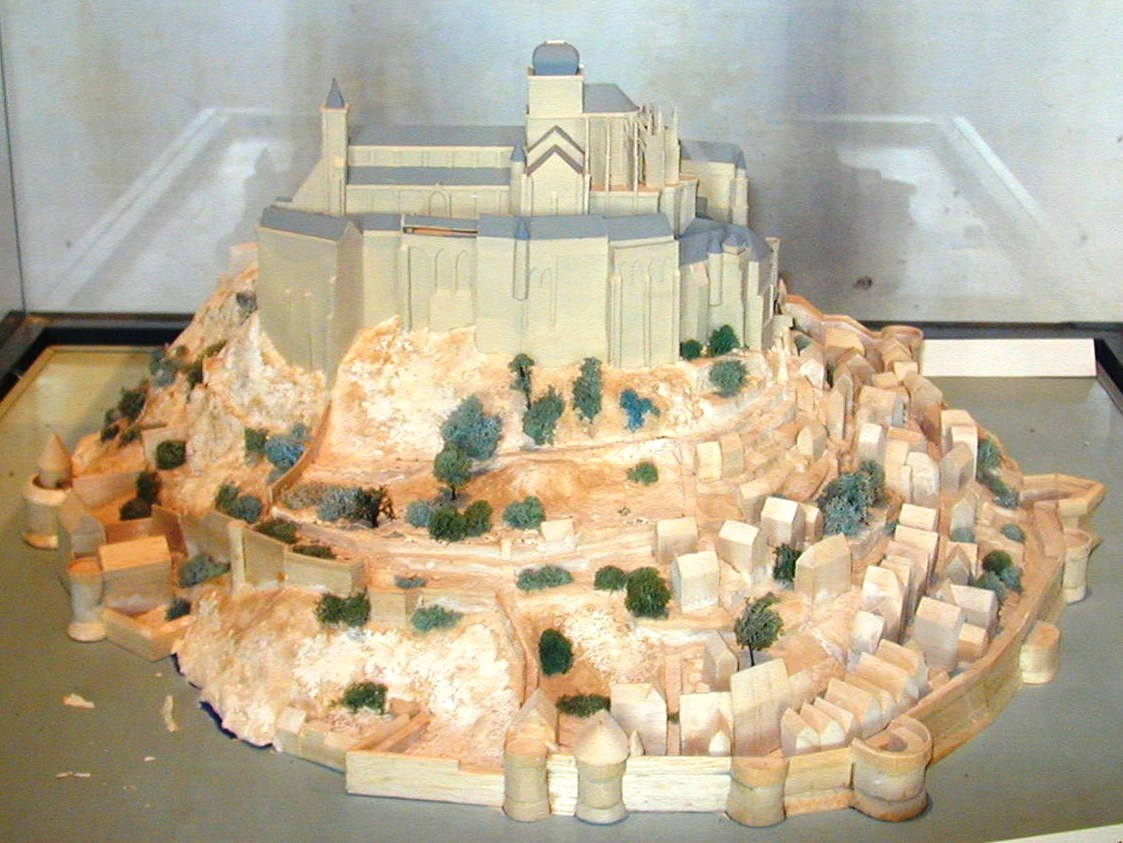
17~18세기
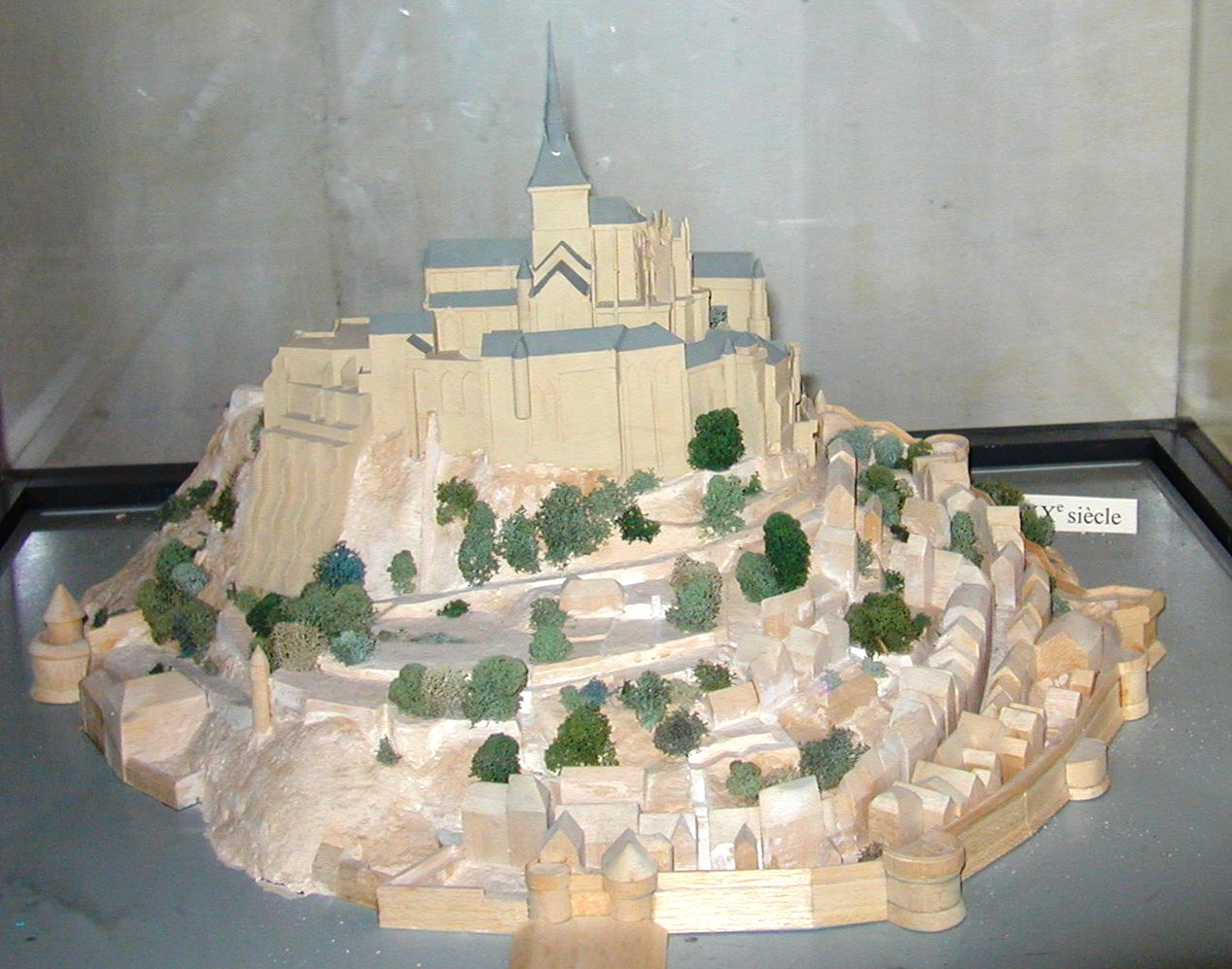
19~21세기

## 인구
| 연도 | 인구  | ±% p.a. |
| ---- | ----- | ------- |
| 1793 | 234   | —       |
| 1800 | 234   | +0.00%  |
| 1806 | 282   | +3.16%  |
| 1821 | 904   | +8.08%  |
| 1831 | 390   | −8.06%  |
| 1836 | 385   | −0.26%  |
| 1841 | 1,082 | +22.96% |
| 1846 | 1,100 | +0.33%  |
| 1851 | 1,182 | +1.45%  |
| 1856 | 1,153 | −0.50%  |
| 1861 | 1,056 | −1.74%  |
| 1866 | 203   | −28.09% |

| 연도 | 인구 | ±% p.a. |
| ---- | ---- | ------- |
| 1872 | 193  | −0.84%  |
| 1876 | 184  | −1.19%  |
| 1881 | 209  | +2.58%  |
| 1886 | 211  | +0.19%  |
| 1891 | 199  | −1.16%  |
| 1896 | 230  | +2.94%  |
| 1901 | 235  | +0.43%  |
| 1906 | 238  | +0.25%  |
| 1911 | 232  | −0.51%  |
| 1921 | 230  | −0.09%  |
| 1926 | 247  | +1.44%  |
| 1931 | 250  | +0.24%  |

| 연도 | 인구 | ±% p.a. |
| ---- | ---- | ------- |
| 1936 | 231  | −1.57%  |
| 1946 | 186  | −2.14%  |
| 1954 | 268  | +4.67%  |
| 1962 | 132  | −8.47%  |
| 1968 | 105  | −3.74%  |
| 1975 | 114  | +1.18%  |
| 1982 | 80   | −4.93%  |
| 1990 | 72   | −1.31%  |
| 1999 | 46   | −4.86%  |
| 2007 | 41   | −1.43%  |
| 2012 | 41   | +0.00%  |
| 2017 | 30   | −6.06%  |

2004년 이후, 1만 명 이하의 도시들은 서력연도 1과 6으로 끝나는 매 5년마다 인구를 세게 되어 있다. 그 외의 다른 통계자료는 매년 있는 인구조사에 의한다.
여름에는 2만 이상의 사람들이 방문한다. 2006년 당시의 주민 43명 가운데, 5명의 수사(修士)와 7명의 수녀가 있었다.

## 대중 매체

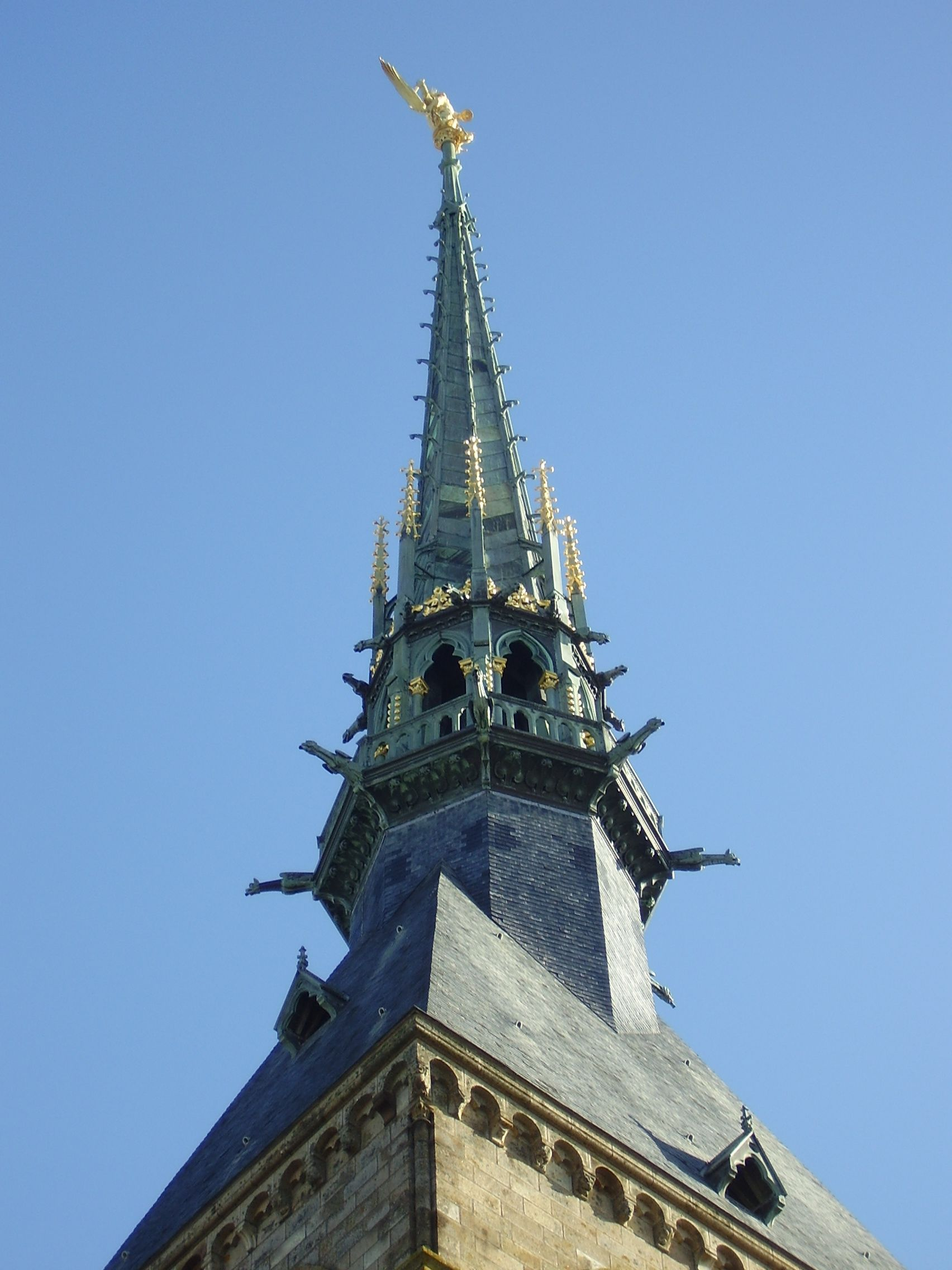
첨탑 꼭대기의 대천사 미카엘 상(像)

- 루이 지코지 감독의 1976년 영화 《라스트 콘서트》에서 도입부의 배경이 된 곳이다.
- 개구리 중사 케로로 극장판 <드래곤 워리어>의 배경이 되기도 했다.

## 같이 보기
- 모넴바시아
- 생말로